# Csepel-Kertváros
Csepel-Kertváros Budapest egyik városrésze a XXI. kerületben,  a Csepel-szigeten.

## Fekvése
Határai a Vágóhíd utca a Táncsics Mihály utcától, Kassai utca, Katona József utca, Szatmári utca, Makád utca, Kikötő utca, Széchenyi utca és meghosszabbított vonala a Dunáig, Ráckevei-Duna-ág, Határ utca, Kolozsvári utca, Szebeni út, Szent István út és végül a Táncsics Mihály utca a Vágóhíd utcáig.

## Története
A volt uradalmi földeket 1923-ban  felparcellázták, majd a Falusi Kislakást Építők Szövetkezete útján eladták, elsősorban a szegényebb rétegeknek. A vevők jelentős része a Weiss Manfréd gyárban dolgozott. A parcellázás nyomait mutatja, hogy az utcák derékszögben metszik egymást, köztük egy-egy teret (Áruház tér, Rákóczi tér) alakítottak ki. A Határ utca a nevét onnan kapta, hogy itt húzódott Csepel déli határa.